# Live at the BBC (The Beatles)
| Recensione                    | Giudizio |
| ----------------------------- | -------- |
| AllMusic                      | [ 7 ]    |
| Robert Christgau              | B+       |
| Encyclopedia of Popular Music | [ 9 ]    |
| Rolling Stone                 | [ 10 ]   |

Live at the BBC è un album live del gruppo musicale britannico The Beatles, pubblicato nel 1994.

## Storia
Pubblicato il 30 novembre 1994, include tracce registrate durante diversi show effettuati dalla band negli studi della BBC dal 1963 al 1965.

## Copertina
In copertina compare una foto dei componenti della band prima di raggiungere la celebrità, nel periodo che va dal 1960 al 1962, quando avevano un repertorio incentrato sul rock anni cinquanta.

## Tracce

### Disco uno
1. Beatle Greetings (dialogo)
2. From Us to You (Lennon–McCartney) (variazione inedita)
3. Riding on a Bus (dialogo)
4. I Got a Woman (Charles) (inedito)
5. Too Much Monkey Business (Berry) (inedito)
6. Keep Your Hands Off My Baby (Goffin–King) (inedito)
7. I'll Be on My Way (Lennon–McCartney) (inedito)
8. Young Blood (Leiber–Stoller–Pomus) (inedito)
9. A Shot of Rhythm and Blues (Thompson) (inedito)
10. Sure to Fall (in Love with You) (Perkins–Claunch–Cantrell) (inedito)
11. Some Other Guy (Leiber–Stoller–Barrett) (inedito)
12. Thank You Girl (Lennon–McCartney)
13. Sha La La La La! (dialogo)
14. Baby It's You (David–Bacharach–Williams)
15. That's All Right, Mama (Crudup) (inedito)
16. Carol (Berry) (inedito)
17. Soldier of Love (Cason-Moon) (inedito)
18. A Little Rhyme (dialogo)
19. Clarabella (Pingatore) (inedito)
20. I'm Gonna Sit Right Down and Cry (Over You) (Thomas–Biggs) (inedito)
21. Crying, Waiting, Hoping (Holly) (inedito)
22. Dear Wack! (dialogo)
23. You Really Got a Hold on Me (Robinson)
24. To Know Her Is to Love Her (Spector) (inedito)
25. A Taste of Honey (Marlow–Scott)
26. Long Tall Sally (Johnson–Penniman–Blackwell)
27. I Saw Her Standing There (Lennon–McCartney)
28. The Honeymoon Song (Theodorakis–Sansom) (inedito)
29. Johnny B. Goode (Berry) (inedito)
30. Memphis, Tennessee (Berry) (inedito)
31. Lucille (Collins–Penniman) (inedito)
32. Can't Buy Me Love (Lennon–McCartney)
33. From Fluff to You (dialogo)
34. Till There Was You (Wilson)

### Disco due
1. Crinsk Dee Night (dialogo)
2. A Hard Day's Night (Lennon–McCartney)
3. Have a Banana! (dialogo)
4. I Wanna Be Your Man (Lennon–McCartney)
5. Just a Rumour (dialogo)
6. Roll Over Beethoven (Berry)
7. All My Loving (Lennon–McCartney)
8. Things We Said Today (Lennon–McCartney)
9. She's a Woman (Lennon–McCartney)
10. Sweet Little Sixteen (Berry) (inedito)
11. 1822! (dialogo)
12. Lonesome Tears in My Eyes (Johnny Burnette–Dorsey Burnette–Burlison–Mortimer) (inedito)
13. Nothin' Shakin' (Fontaine–Calacrai–Lampert–Gluck) (inedito)
14. The Hippy Hippy Shake (Romero) (inedito)
15. Glad All Over (Bennett–Tepper–Schroeder) (inedito)
16. I Just Don't Understand (Wilkin–Westberry) (inedito)
17. So How Come (No One Loves Me) (Bryant) (inedito)
18. I Feel Fine (Lennon–McCartney)
19. I'm a Loser (Lennon–McCartney)
20. Everybody's Trying to Be My Baby (Perkins)
21. Rock and Roll Music (Berry)
22. Ticket to Ride (Lennon–McCartney)
23. Dizzy Miss Lizzy (Williams)
24. Medley: Kansas City/Hey-Hey-Hey-Hey! (Leiber - Stoller/Penniman)
25. Set Fire to That Lot! (dialogo)
26. Matchbox (Perkins)
27. I Forgot to Remember to Forget (Kesler–Feathers) (inedito)
28. Love These Goon Shows! (dialogo)
29. I Got to Find My Baby (Berry) (inedito)
30. Ooh! My Soul (Penniman) (inedito)
31. Ooh! My Arms (dialogo)
32. Don't Ever Change (Goffin–King) (inedito)
33. Slow Down (Williams)
34. Honey Don't (Perkins) (variazione inedita, con Lennon alla voce)
35. Love Me Do (Lennon–McCartney)

## Formazione
The Beatles
- John Lennon - voce, chitarra ritmica, cori
- Paul McCartney - voce, basso, cori
- George Harrison - chitarra solista, voce, cori
- Ringo Starr - batteria, percussioni; voce in Honey Don't